# UVA (アルバム)
『UVΛ』（ウーヴァ） は、1995年9月27日に発売されたEPOの2枚組ライブ・アルバム。発売元はTMファクトリー / 東芝EMI。

## 概要
帯コピー：「歌は旅をする」
EPOのデビュー15周年を記念して発売されたライブ・アルバム。1993年2月に発売されたセルフカバー・アルバム『epo Works』の第2弾として制作された。1995年の2月から3月にかけてブラジル・ベレンで行われた中南米ツアーの模様を中心に編集されたDisc-1 ”MADURA SIDE”と、当時コンサートの定番として歌われていたシングル曲やアルバム曲、往年の名曲や童謡のカバーなどをスタジオ・ライブ録音にて小編集で収録したDisc-2 ”VERDE SIDE”とで構成された2枚組。先行シングルの「星の舟歌」とカップリング曲も収録されている。
タイトルの ”ウーヴァ” とは、ポルトガル語で ”葡萄” のこと。

## 収録曲
| 全作詞・作曲: EPO (特記以外)、全編曲: 笹子重治 (特記以外)。 |                                          |                |                |      |
| #                                                           | タイトル                                 | 作詞           | 作曲・編曲     | 時間 |
| 1.                                                          | 「KAL」                                  | EPO (特記以外) | EPO (特記以外) | 6:54 |
| 2.                                                          | 「矛盾の中で生きている」                 | EPO (特記以外) | EPO (特記以外) | 4:39 |
| 3.                                                          | 「時の川」(編曲者の表記無し)             | EPO (特記以外) | EPO (特記以外) | 2:47 |
| 4.                                                          | 「DUERME NEGRITA」(作曲: Grenet Ernesto) | EPO (特記以外) | EPO (特記以外) | 4:42 |
| 5.                                                          | 「洗いたての目」                         | EPO (特記以外) | EPO (特記以外) | 4:34 |
| 6.                                                          | 「竹田の子守歌」(民謡)                   | EPO (特記以外) | EPO (特記以外) | 2:36 |
| 7.                                                          | 「枕の港 〜ゆりかごの唄」                | EPO (特記以外) | EPO (特記以外) | 3:54 |
| 8.                                                          | 「INVOKE」(編曲: EPO)                    | EPO (特記以外) | EPO (特記以外) | 2:58 |
| 9.                                                          | 「YOU ARE MY FANTASY」                   | EPO (特記以外) | EPO (特記以外) | 4:23 |
| 10.                                                         | 「汽車」                                 | EPO (特記以外) | EPO (特記以外) | 5:12 |
| 合計時間:                                                   | 合計時間:                                | 42:39          |                |      |

| #         | タイトル                 | 作詞      | 作曲             | 編曲          | 時間  |
| --------- | ------------------------ | --------- | ---------------- | ------------- | ----- |
| 1.        | 「星の舟歌」             | EPO       | EPO              | 笹子重治・EPO | 5:35  |
| 2.        | 「ジュ・トゥ・ブ」       | EPO       | エリック・サティ | EPO           | 4:05  |
| 3.        | 「SUPER NATURAL」        | EPO       | EPO              | 笹子重治      | 3:04  |
| 4.        | 「三番目の幸せ」         | EPO       | EPO              | 笹子重治・EPO | 3:43  |
| 5.        | 「琥珀の魔法」           | EPO       | EPO              | 笹子重治      | 2:45  |
| 6.        | 「京都慕情」             | 林春生    | ザ・ベンチャーズ | 笹子重治      | 2:02  |
| 7.        | 「ペチカ」               | 北原白秋  | 山田耕筰         | 笹子重治      | 2:00  |
| 8.        | 「DOWN TOWN」            | 伊藤銀次  | 山下達郎         | 笹子重治      | 3:55  |
| 9.        | 「恋はやさし野辺の花よ」 | 小林愛雄  | スッペ           | 笹子重治      | 2:31  |
| 10.       | 「星めぐりの歌」         | 宮沢賢治  | 宮沢賢治         | EPO           | 2:26  |
| 11.       | 「さとうきび畑」         | 寺島尚彦  | 寺島尚彦         | 笹子重治      | 4:55  |
| 12.       | 「音楽のような風」       | EPO       | EPO              | 笹子重治      | 3:51  |
| 合計時間: | 合計時間:                | 合計時間: | 合計時間:        | 合計時間:     | 40:52 |

## 楽曲解説

### MADURA SIDE
1. KAL
  - アルバム『VOICE OF OOPARTS』収録曲のライブ・バージョン。
2. 矛盾の中で生きている
  - アルバム『Super Natural』収録曲のライブ・バージョン。
3. 時の川
  - アルバム『FIRE & SNOW』収録曲「赤い川」を改題。無伴奏アカペラで歌われている。
4. DUERME NEGRITA
  - キューバの子守唄にEPOが日本語詞を付けてカバーした曲。
5. 洗いたての目
  - アルバム『VOICE OF OOPARTS』収録曲のライブ・バージョン。
6. 竹田の子守歌
  - 京都府民謡のカバー。
7. 枕の港 〜ゆりかごの唄
  - 「枕の港」はアルバム『Wica』収録曲のライブ・バージョン。「ゆりかごの唄」(作詞: 北原白秋、作曲: 草川信) は挿入歌として歌われている。
8. INVOKE
  - アルバム『VOICE OF OOPARTS』収録曲のライブ・バージョン。
9. YOU ARE MY FANTASY
  - アルバム『FIRE & SNOW』収録曲のライブ・バージョン。
10. 汽車
  - アルバム『Wica』収録曲のライブ・バージョン。

### VERDE SIDE
1. 星の舟歌
  - 先行シングル表題曲。
2. ジュ・トゥ・ブ
  - エリック・サティの「ジュ・トゥ・ヴー」にEPOが日本語詞を付けてカバーした曲。
3. SUPER NATURAL
  - アルバム『Super Natural』タイトル曲のライブ・バージョン。
4. 三番目の幸せ
  - 16枚目のシングル表題曲のライブ・バージョン。
5. 琥珀の魔法
  - 先行シングルのカップリング曲。NHK『みんなのうた』使用曲。
6. 京都慕情
  - ザ・ベンチャーズのカバー。
7. ペチカ
  - 日本の童謡のカバー。
8. DOWN TOWN
  - デビュー・シングル表題曲のライブ・バージョン。
9. 恋はやさし野辺の花よ
  - スッペ作曲のオペレッタ『ボッカチオ』劇中歌を基にした楽曲のカバー[6]。
10. 星めぐりの歌
  - 先行シングルのカップリング曲。宮沢賢治の作。
11. さとうきび畑
  - 森山良子をはじめ多くの歌手に歌われている楽曲をカバー。
12. 音楽のような風
  - 8枚目のシングル表題曲のライブ・バージョン。

## シングル1

### 概要
3曲入りのシングル。ライブ・アルバム『UVΛ』の先行シングルとして発売された。
「星めぐりの歌」は宮沢賢治作による楽曲のカバー。「琥珀の魔法」は、NHK『みんなのうた』として採用された。

## 収録曲
| #         | タイトル         | 作詞      | 作曲      | 編曲          | 時間  |
| --------- | ---------------- | --------- | --------- | ------------- | ----- |
| 1.        | 「星の舟歌」     | EPO       | EPO       | 笹子重治・EPO | 5:35  |
| 2.        | 「星めぐりの歌」 | 宮沢賢治  | 宮沢賢治  | EPO           | 2:26  |
| 3.        | 「琥珀の魔法」   | EPO       | EPO       | 笹子重治・EPO | 2:45  |
| 合計時間: | 合計時間:        | 合計時間: | 合計時間: | 合計時間:     | 10:46 |

## シングル2

### 概要
表題曲「さとうきび畑」は、森山良子やちあきなおみの歌唱で有名な楽曲のカバー。フルコーラスではなく、原曲から4節を抜粋したダイジェスト版となっている。カップリング曲「音楽のような風」は、1985年8月に発売されたEPO自身のシングル曲のリメイク版。両曲ともライブ・アルバム『UVΛ』からのリカットで、アルバムのリリースから約6年半後のシングル化となった。

## 収録曲
| #         | タイトル           | 作詞      | 作曲      | 編曲      | 時間 |
| --------- | ------------------ | --------- | --------- | --------- | ---- |
| 1.        | 「さとうきび畑」   | 寺島尚彦  | 寺島尚彦  | 笹子重治  | 4:27 |
| 2.        | 「音楽のような風」 | EPO       | EPO       | 笹子重治  | 3:51 |
| 合計時間: | 合計時間:          | 合計時間: | 合計時間: | 合計時間: | 8:18 |

## 参加ミュージシャン

### MADURA SIDE
- Guitar: 笹子重治(CHORO CLUB)
- Bandolim: 秋岡欧(CHORO CLUB)[7]
- Bass, Japanese Flute: 沢田穣治(CHORO CLUB)[8]
- Percussion: Berimbau: 渡辺亮[9]
- Backing Vocal: 秋元薫
- Keyboard: EPO

### VERDE SIDE
- Keyboard: EPO
- Guitar: 笹子重治
- Bandolim: 秋岡欧
- Bass: 沢田穣治
- Percussion: 渡辺亮
- Backing Vocal: 秋元薫
- Organ: 大山泰

## 音楽配信
2013年7月10日には、EMIミュージック・ジャパンより配信が開始された。